# Туид (река)
Туид (также Твид) (англ. River Tweed, гэльск. Uisge Thuaidh) — река, протекающая в пограничном районе между Англией и Шотландией и формирующая административную границу между ними на протяжении 27 км до устья. Длина реки составляет 156 км. Туид является 11-й по длине рекой Великобритании и 2-й — в Шотландии. Исток реки находится на холмах рядом с деревней Туидсмюир и недалеко от истоков рек Клайд, текущей на северо-запад, и Аннан, текущей на юг. Существует поговорка, отражающая факт истока этих трёх значительных рек из одной местности: «англ. Annan, Tweed and Clyde rise oot the ae hillside» («Аннан, Туид и Клайд начинаются с этих холмов»). Река впадает в Северное море в городе Берик-апон-Туид.
На реке находятся города Пиблс, Галашилс, Мелроз, Келсо, Колдстрим и Берик-апон-Туид. На ней также находится поместье Вальтера Скотта Эбботсфорд.
Туид является одной из богатейших лососёвых рек Шотландии и Великобритании. Долина реки представляет большой интерес с точки зрения истории ледникового периода Великобритании и Шотландии, так как русло современной реки проходит по дну древнего ледника последнего ледникового периода.

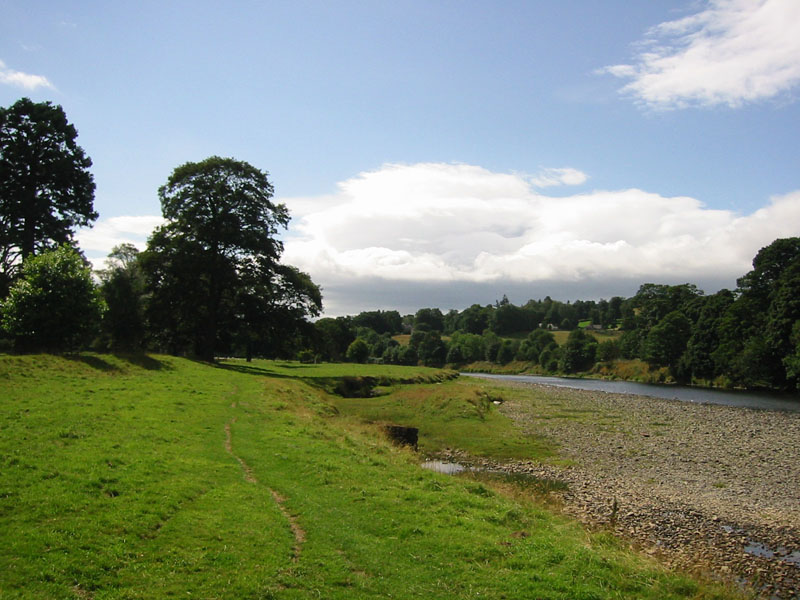
Твид у поместья Эбботсфорд.
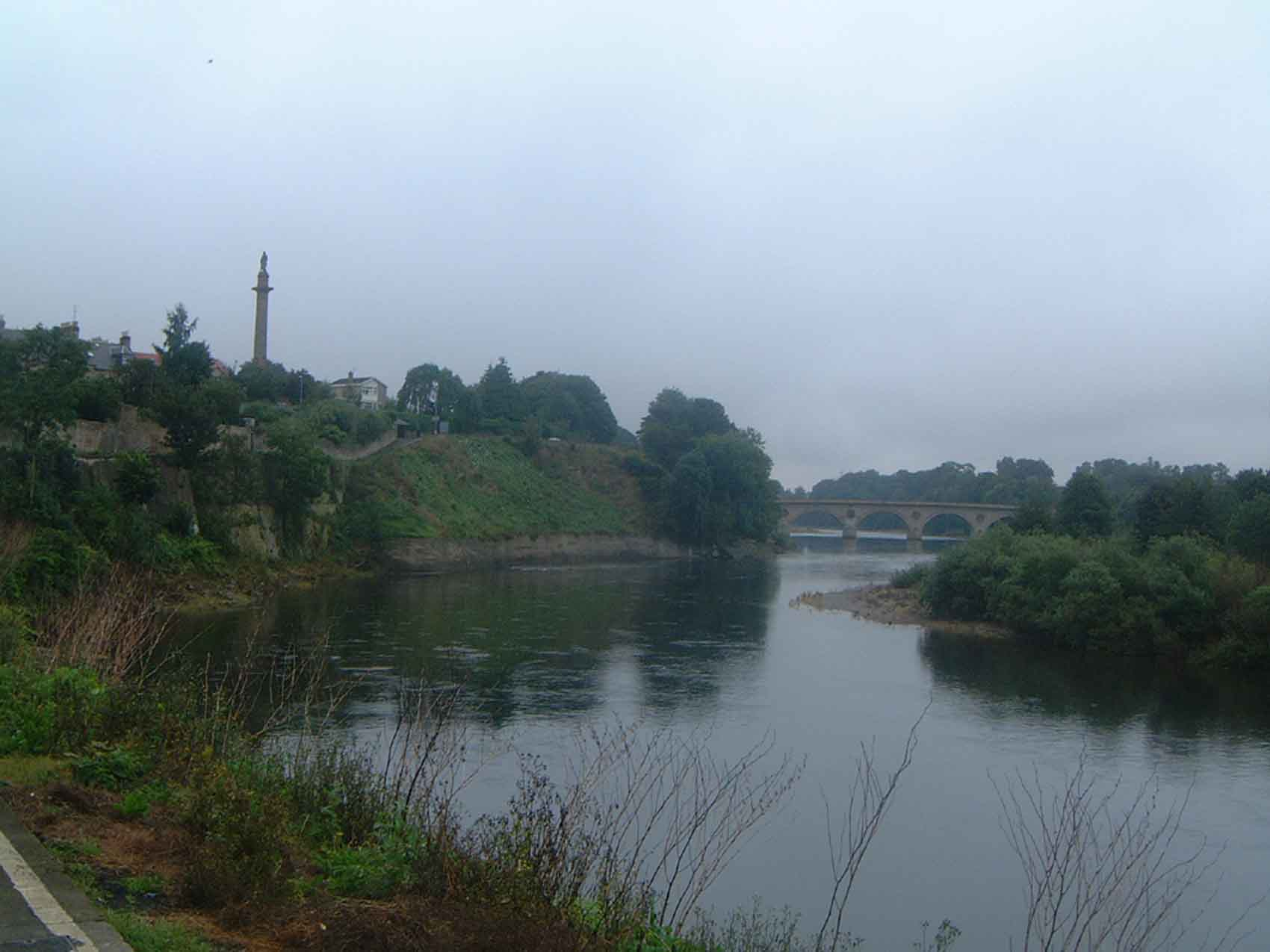
Твид в районе Колдстрим.
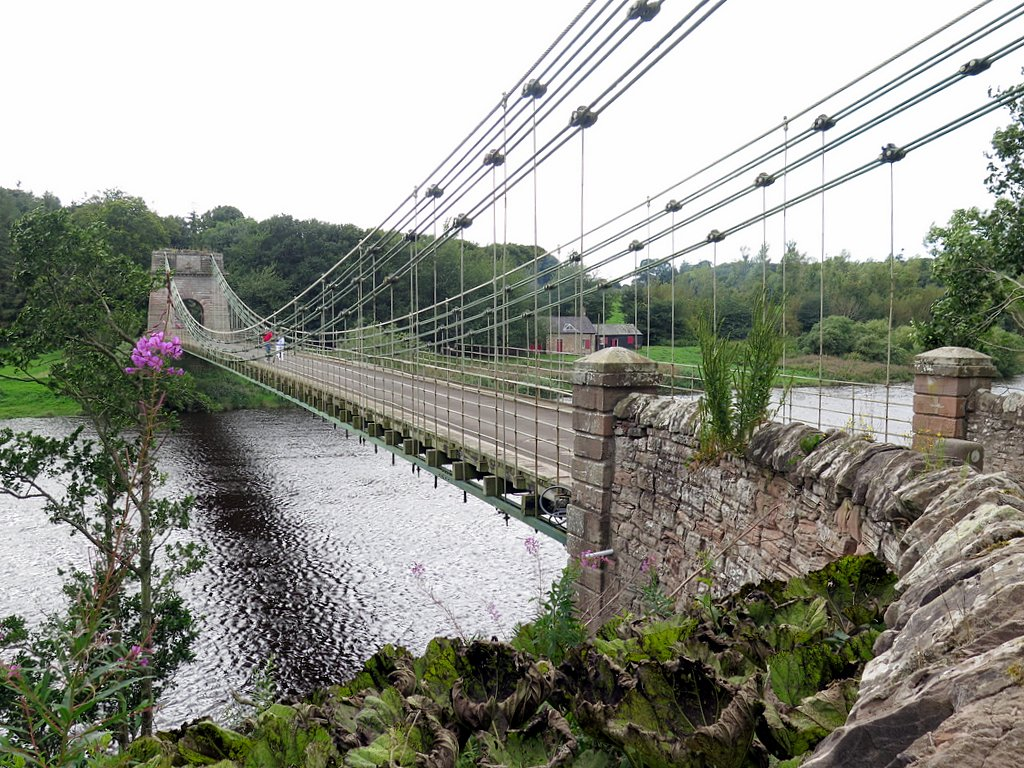
Мост Юнион начала XIX века через реку Туид.
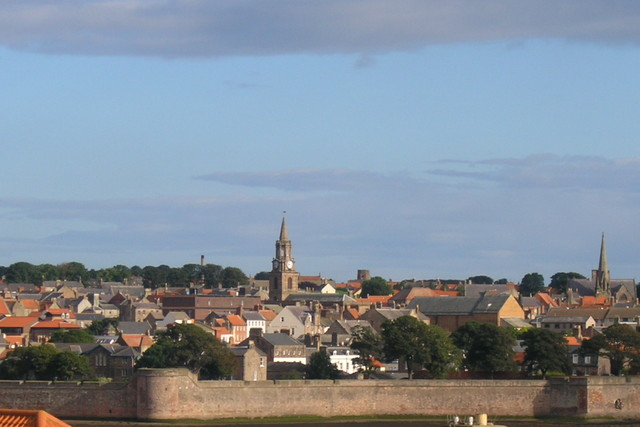
Берик-апон-Туид со стороны устья реки Туид.